# Tal Benyerzi

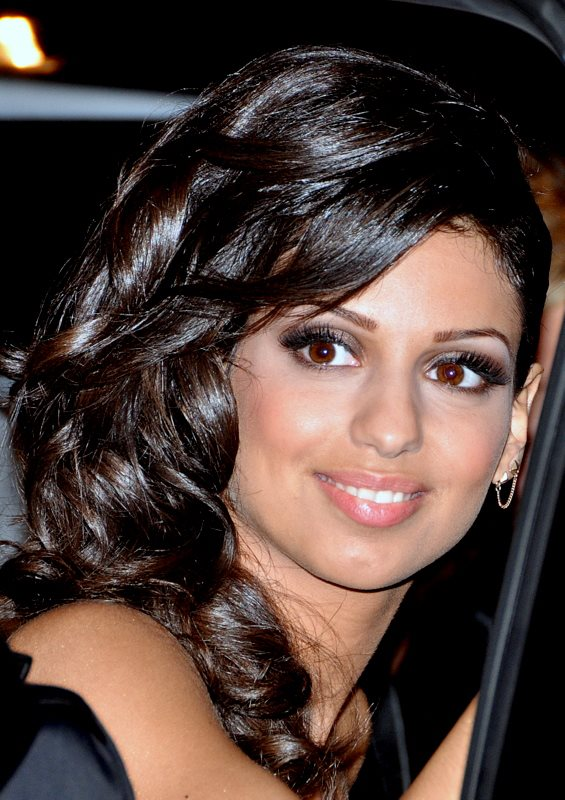
Tal op de NRJ Music Awards 2013

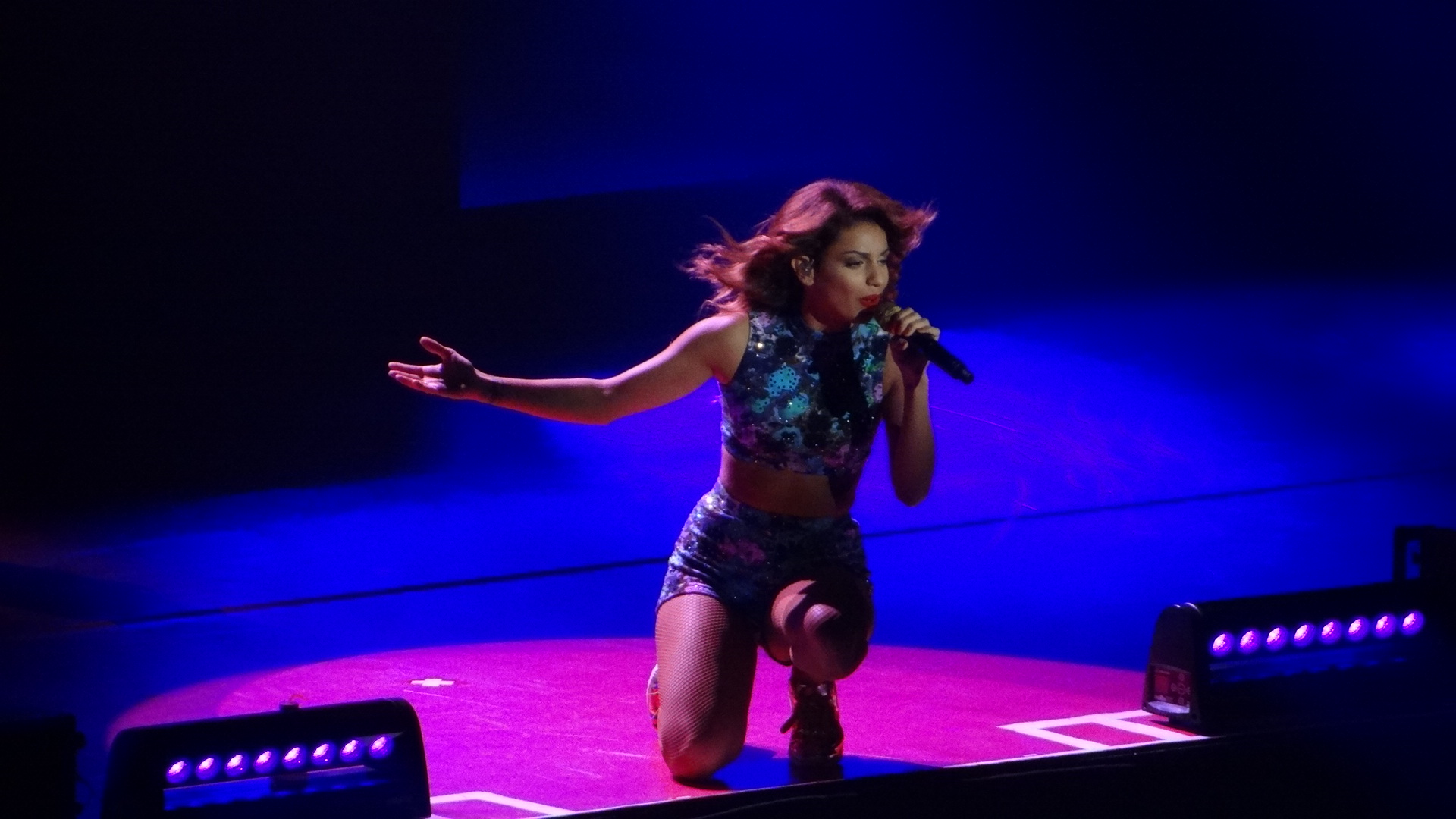
Tal, Lille 2014

Tal Benyezri (artiestennaam Tal), (Israël, 12 december 1989) is een in Israël geboren Frans zangeres, pianiste en danseres.

## Carrière
Toen Benyezri één jaar oud was verhuisde haar familie naar Frankrijk. Als tiener leerde ze piano en gitaar spelen. In 2005 leerde ze de zanger Gary Fico kennen die haar voorstelt aan Laura Marciano, de componiste en realisator van haar eerste album Le Droit de rêver uit 2012. Ze tekende een contract met Sony Music in 2009, waarna ze haar eerste single La musique est mon ange uitbracht. Na de beëindiging van haar samenwerking met Sony Music begon ze te spelen in pianobars. In mei 2011 tekende ze een contract met Warner Music Group Frankrijk.
Amper een maand later kwam van haar eerste album Le Droit de rêver de single On avance uit. Nadien volgden Waya Waya (2011), Le Sens de la vie (2012), Je prends le large (2012) en Rien n'est parfait (2012). Tegelijk deed ze een featuring met de Franse rapper Canardo op het lied M'en aller. M. Pokora stelde haar voor een duet uit te brengen op de compilatie Génération Goldman (2012) met de titel Envole-moi.
In september 2013 bracht ze haar tweede album uit, "A l'infini". Dit bevat onder meer een featuring met de Amerikaanse rapper Flo Rida op het lied "Danse". In 2015 deed ze tevens mee aan het vierde seizoen van Danse avec les stars, de Franse versie van Dancing with the Stars. Ook wint de ze in dat jaar in de NRJ Music Awards, een belangrijke Franse muziekprijs, de onderscheiding voor meest veelbelovende artieste.
- Bibliothèque nationale de France: cb16186505c (data)
- Gemeinsame Normdatei: 1164462970
- International Standard Name Identifier: 0000 0000 7759 3255
- MusicBrainz: 0c7083e0-d1fd-426a-a663-2ee49de4093e
- Nationale Bibliotheek van Israël: 987007404181905171
- Virtual International Authority File: 107614157
- WorldCat: E39PBJjhxbB3WHvPGWpjPcDTHC